# Nosiva tehnologija
Nosiva tehnologija, otmena tehnologija, nosivi uređaji, ili modna elektronika su pametni elektronski uređaji (elektronski uređaji sa mikro-kontrolerima) koji se mogu nositi na telu kao implantati ili modni detalji.
Nosivi uređaji kao što su trakeri(engl. tracker), odnosno "tragači" ili ""pratioci" aktivnosti su dobar primer internet stvari, pošto su "stvari" kao što su elektronika, softver, senzor i povezivanje, efektori koji omogućavaju objektima da razmenjuju podatke (uključujući i kvalitet podataka ) putem interneta sa proizvođačem, operatorom i / ili drugim povezanim uređajima, bez potrebe za ljudskom intervencijom.
Nosiva tehnologija ima raznovrsne aplikacije čiji broj se povećava dok se polje nosivih tehnologija širi. Javlja se često u potrošačkoj elektronici sa popularizacijom pametnog sata i trakera aktivnosti. Osim komercijalne upotrebe, nosiva tehnologija se inkorporira u navigacione sisteme, naprednu tkaninu i zdravstvo.

## Istorija
Nosiva tehnologija je povezana sa sveobuhvatnim računarima i istorijom i razvojem nosivih računara. Nosivi proizvodi čine tehnologiju sveprisutnom tako što ga ugrađuju u svakodnevni život. Kroz istoriju i razvoj nosivih računara , pioniri su pokušali da poboljšaju ili prošire funkcionalnost odeće, ili da stvore nosive proizvode kao dodatnu opremu koja omogućava korisnicima "sousveillance" - snimanje neke aktivnosti tipično putem male nosivosti ili prenosne lične tehnologije. Informacije o praćenju kao što su kretanje, koraci i srčane frekvencije su deo "quantified self" pokreta.
Na korene nosive tehnologije su uticala oba ova odgovora ("sousveillance" i "quantified self") na viziju sveprisutnog računarstva.  Rani komad široko prihvaćene nosive tehnologije bio je sat kalkulator, koji je uveden 1980-ih. Još ranije upotrebljiva tehnologija bio je slušni aparat.
Godine 2004. modna dizajnerska kuća CuteCircuit predstavila je Blutut uređaje zvane HugShirt na sajmu CiberArt u Bilbau u Španiji, gde je na festivalu osvojila Grand Prize ("Veliku nagradu"). HugShirt, je dizajnirana za tele-transmisiju dodira na daljinu, koja se razlikuje od prethodnih nosivih tehnologija, zato što je to prvi proizvod nosive tehnologije koji je primio oblik odeće.  Kao takav on je bio prvi komad Blutut-povezane i internet-povezive odeće.
Godine 2008. Ilya Fridman je inkorporirala skriveni Blutut mikrofon u paru minđuša.  U isto vreme, Spy Tie je predstavio, "modernu kravatu sa skrivenom kamerom u boji". 
U narednim godinama pametne satove su počele da prodaju velike kompanije. Jedna od prvih ponuda bila je Samsung Galaxy Gear koja je puštena u promet u septembru 2013. Apple je ubrzo ispratio sa Apple Watch u aprilu 2015. godine. 

### Prototipovi
Godine 2009, Sony Ericsson se udružio sa Londonskim koledžom za modu za takmičenje u dizajniranju digitalne odeće. Pobednik je bila koktel haljina sa Blutut tehnologijom koja je svetlela prilikom primanja poziva.
U skorije vreme je londonska modna kompanija CuteCircuit stvorila kostime za pevačicu Kejti Peri (Katy Perry) sa LED osvetljenjem, tako da bi odeća menjala boju i tokom scenskih nastupa i tokom pojavljivanja na crvenom tepihu. U 2012. godini, CuteCircuit je stvorio prvu haljinu na svetu koja sadrži tvitove, koju je nosila pevačica Nikol Šerzinger (Nicole Scherzinger).
Godine 2014, studenti iz Tisch School of Arts u Njujorku su dizajnirali kapuljaču koja šalje unapred programirane tekstualne poruke poslate pokretima.

### Bitni događaji
5 Days Off festival u Amsterdamu uključujući i besplatni šou pod nazivom "Wearable Technology: Powered Art and Fashion".
Godine 2014, Fashion Law Institute održao je panel čija se diskusija fokusirala na patente u nosivoj tehnologiji. 
Godine 2015, brojni drugi događaji vezani za nosivu tehnologiju su planirani kao što su Enterprise Wearable Technology Show u Hjustonu, Wearable Technology Show u Londonu i Wearable Tech Conference i sajam u Moskvi.

## Upotreba
Korišćenje nosivie tehnologije može se kategorisati u dve glavne kategorije: 
- Lična upotreba
- Poslovna upotreba

Bilo da se radi o ličnoj ili poslovnoj upotrebi, nosivi tehnički uređaji primarno se koriste:
- Kao fitnes trakeri,
- Kao tretmani za oštećenje sluha
- Kao daljinski tretmani poremećaja govora i glasa, kao što su oni kod pacijenata sa Parkinsonovom bolešću [19]
- Kao sport trakeri
- Za sinhronizaciju podataka i komunikaciju sa drugim patentima
- Za specifično praćenje zdravstvenih problema, kao što je upravljanje stresom [20]
- Kao merači pažnje i nivoa energije
- Kao navigacioni alati
- Kao medijski uređaji
- Kao komunikacijski uređaji

Nosivi uređaji brzo napreduju u smislu tehnologije, funkcionalnosti i veličine, zahvaljujući sve većem broju aplikacija koje se koriste u realnom životu. 
Nosiva tehnologija je u porastu kako za ličnu tako i za poslovnu upotrebu. U potrošačkom prostoru, prodaja pametnih ručnih satova (kao što su Jawbone UP i Fitbit Flex) započela je ubrzano u 2013. godini. Jedan od pet odraslih Amerikanaca ima nosivi uređaj, prema izveštaju iz 2014. godine. 
Počeli su da privlače veliku pažnju na tržištu uvođenjem novih modela kompanije Samsung, a kasnije i Apple.
Nedostatak Google Glass-a stekao je veliku medijsku pažnju, ali se projekat zaustavio početkom 2015. godine, a Google je zaustavio prodaju uređaja.
Pametna cipela (smart shoe) za vizuelni izazov je proizvod koji je trenutno dostupan i ima veliki opseg u budućnosti.
U zdravstvu, nosivi uređaji imaju jako veliku primenu, na primer kao slušni aparati, ali i u otkrivanju zdravstvenih poremećaja kao što je apnea za spavanje - to je poremećaj sna koji se karakteriše pauzama u disanju ili periodima plitkog disanja tokom spavanja. Medicinski stručnjaci kao što su Google Glass hirurzi organizovali su se u društvo WATCH (Nosiva tehnologija u zdravstvu) kako bi tražili saradnju i validnu upotrebu nosivih tehnologija u zdravstvu.

U profesionalnim sportovima, nosiva tehnologija ima aplikacije za praćenje i za povratne informacije u realnom vremenu za sportiste.  Primeri nosivih tehnologija u sportu uključuju akcelerometre, pedometre i GPS koji se mogu koristiti za merenje potrošene energije i kretanja sportista. 
Smanjenje troškova obrade energije i drugih komponenti podstiče široko rasprostranjeno usvajanje i dostupnost ovih uređaja. 

## Moderna tehnologija
Aprila 2013. godine, Google je pozvao "Glass Explorers" koji su unapred naručili svoje naočare na Google I/O konferenciji za 2012. godinu kako bi pokupili svoje uređaje. Ovaj dan označio je zvanično lansiranje Google Glass-a, uređaja namenjenog za dostavu bogatog teksta i obaveštenja preko heads-up ekrana koji se nosi kao naočari. Uređaj je takođe imao 5 MP kameru i snimio video na 720p.  Razne funkcije su se mogle aktivirati preko glasovne komande "OK Glass". Kompanija je takođe pokrenula aplikaciju MyGlass. 
Međutim, početkom 2015, Google je prekinuo prodaju beta "istraživačkog izdanja" Glass-a javnosti, nakon kritike njegovog dizajna i cene od 1500 dolara.

U martu 2014, Motorola je predstavio Moto 360 pametni sat koji pokreće Android Vear, modifikovana verzija mobilnog operativnog sistema Android dizajniranog posebno za pametne satove i druge nosive uređaje. Konačno, nakon više godina spekulacije, Apple je u septembru 2014. objavio sopstveni pametni sat, Apple Watch.

Nosiva tehnologija je bila popularna tema na sajmu potrošačke elektronike Consumer Electronics Show 2014. godine, sa još nekim događajima.  Među brojnim nosivim proizvodima prikazani su pametni satovi, traker aktivnosti, pametni nakit, optički displeji i slušni aparati. Ipak, nosive tehnologije i dalje trpe zbog ograničenog kapaciteta baterije. 
Još jedna oblast primene nosive tehnologije je sistem za brigu o starijima i praćenje života sa podrškom. Nosivi senzori imaju ogroman potencijal u generisanju velikih podataka, sa velikom primenom na biomedicinu i životnu sredinu. Iz tog razloga istraživači pomeraju svoj fokus od prikupljanja podataka do razvoja inteligentnih algoritama koji mogu dobiti vredne informacije iz prikupljenih podataka koristeći tehnike pretrage podataka kao što su statistička klasifikacija i neuronske mreže.
Nosiva tehnologija može takođe sakupljati biometrijske podatke kao što su srčani efekat (EKG i HRV), moždani talas (EEG) i mišićni bio-signali (EMG) iz ljudskog tela kako bi pružili vredne informacije u oblasti zdravstva. 
Još jedna popularnija nosiva tehnologija uključuje virtuelnu stvarnost(VR). Veliki broj proizvođača napravio je VR slušalice za računare, konzole i mobilne uređaje. Nedavno je Google pustio slušalice Google Daydream.

U julu 2014. uvedena je pametna tehnologija obuće u Hiderabadu, Indija. Ulošci za cipele povezani su sa aplikacijom za pametni telefon - smartfon, koji koristi Gugl mape i vibrira kako bi korisnicima rekla kada i gde da se okrenu da bi došli do svog odredišta.
U posljednjih nekoliko godina, fitnes trakeri i pametni satovi su postali sve uobičajeniji i prepoznatljivi kao primeri nosive tehnologije. Primeri uključuju Fitbit, Apple Watch i Samsung Galaxy Gear. Pošto nosiva tehnologija nastavlja da se razvija, počela je da se širi i u druge oblasti. Životni materijali nastavljaju da evoluiraju, kreću dalje od uređaja i istražuju nove granice kao što su pametna tkanina. Aplikacije uključuju upotrebu tkanine za obavljanje funkcije kao što je integrisanje QR koda u tkaninu, ili performansi koji povećavaju protok vazduha tokom vežbanja. 

## Nosiva tehnologija i zdravlje
Nosiva tehnologija se često koristi za praćenje zdravlja korisnika. S obzirom da su takvi uređaji u bliskom kontaktu sa korisnikom, lako se mogu prikupljati podaci.
Mogu se koristiti za prikupljanje podataka kao što su:
- Broj otkucaja srca
- Broj sagorelih kalorija
- Broj napravljenih koraka
- Veličina krvnog pritiska
- Vreme potrošeno na vežbanje

Ove funkcije su često povezane i nalaze se zajedno u jednoj jedinici, kao što su trakeri aktivnosti ili pametni satovi kao Apple Watch serije 2 ili Samsung Galaxy Gear. Takvi uređaji se koriste za fizičku obuku i praćenje celokupnog fizičkog zdravlja.
- Merenje atletskih performansi[45]
- Praćenje koliko je bolestan korisnik[46]

## Zabava
Nosivi materijali su se proširili i u prostor za zabavu stvarajući nove načine da iskusite digitalne medije. Naočare za virtuelnu realnost (VR naočare) su najbolji primer za nošenje u zabavi. Naočare iz virtuelne realnosti, kao što su Oculus Rift, HTC Vive i Google Daydream View, imaju za cilj stvaranje većeg emocionalnog medijskog iskustva simuliranjem iskustva prve osobe ili prikazivanjem medija u punoj oblasti korisnikove vizije. Za ove uređaje razvijeni su televizija, filmovi i video igre.  Spektakl kompanije Snap Inc. su sunčane naočare koje snimaju video iz ugla korisnika i uparuju se sa telefonom kako bi video postavile na Snepčet.

## Spoljašnje veze
- "Wear your heart on your sleeve" - physics.org
- "The Future of Wearable Technology" Архивирано на веб-сајту  (1. октобар 2015) - video by Off Book